# كولديب ماناك
 كولديب ماناك (15 نوفمبر 1951 - 30 نوفمبر 2011) هو مغني بنجابي مشهور من البنجاب الهندي، اشتهر بغنائه نوع نادر من الموسيقى البنجابية تدعى كالي، والمعروفة أيضًا بصيغة الجمع كاليان (kalian أو kaliyan). في أواخر السبعينيات وأوائل الثمانينيات، كان ماناك يعتبر عمومًا أفضل مغني البنجابية في العالم. كان صوته القوي الرفيع فريدًا فأصبح معروفًا على الفور. كما تم نصب تمثال لكولديب ماناك في لوديانا بالقرب من مقر إقامته كإجلال للمغني.

## حياة الطفولة
وُلد كولديب 15 نوفمبر 1947، في قرية جلال في منطقة باثيندا في ولاية البنجاب الهندية. وقد أشاد الجميع  بجودة صوته في جائزة المدرسة. وقد أكمل تعليمه من مدرسة ثانوية حكومية في جلال، حيث كان لاعب هوكي فيها. كان لدى كولديب ماناك ميل نحو الغناء من سن مبكر. وكان يقنع باستمرار من قبل ustad له إلى الكسب غير المشروع في أفعاله وأداء على خشبة المسرح. في مسيرته المبكرة أصبح البادشة من كاليان.

## حياته المهنية
تعلم ماناك الموسيقى من الاستاذ خوشي محمد قوال في قرية باتيالا في موكتار، ولقد غادر ماناك باثيندا وذهب إلى لوديانا لمواصلة مسيرته كمغني وبدأ بالغناء مع الثنائي هارشاران جريوال وسيما.

## السياسة
شارك ماناك أيضا في انتخابات البرلمان عام 1996 كعضو مستقل من باثيندا ولكنه لم يفز.

## الثقافة الشعبية
في 25 ديسمبر 2012 تم إصدار أغنية امان هاير من قبل تسجيلات موفيبوكس تحت عنوان ملك الشعبي وتحت العنوان الفرعي الاستاد ماناك وضم عددا من الفنانين يترجمون اغانيه، وتم عرضه أول مرة في جوائز الموسيقى لعام 2012 من قبل انجريج علي .

## روابط خارجية
- كولديب ماناك على موقع IMDb (الإنجليزية)
- كولديب ماناك على موقع ميوزك برينز (الإنجليزية)
- كولديب ماناك على موقع ديسكوغز (الإنجليزية)